# Deutsche Badminton-Mannschaftsmeisterschaft 1967/68
Die Deutsche Badminton-Mannschaftsmeisterschaft 1967/68 bestand aus einer regionalen Ligenrunde, auf welche die Endrunde in Turnierform folgte, welche in München stattfand. Aus den zwei Gruppen qualifizierten sich die Erstplatzierten für das Finale, welches am 5. Mai 1968 ausgetragen wurde. Meister wurde der 1. BV Mülheim, welcher im Endspiel den MTV München von 1879 knapp besiegte.

## Gruppenphase

### Gruppe A
- 1. 1. BV Mülheim
- 2. BSC Rehberge 1945
- 3. PSV Grün-Weiß Wiesbaden
- 4. PSV Rosenheim

### Gruppe B
- 1. MTV München von 1879
- 2. 1. DBC Bonn
- 3. 1. Wiesbadener BC
- 4. VfB Lübeck (nicht angetreten)

## Finale
1. BV Mülheim – MTV München 4:4 (9:9 Sätze, 214:203 Punkte)

## Endstand
- 1. 1. BV Mülheim
(Gerhard Kucki, Horst Lösche, Heinz-Jürgen Fischer, Heinz Wossowski, Karin Dittberner, Karin Schäfer)
- 2. MTV München von 1879
(Franz Beinvogl, Siegfried Betz, Erich Eikelkamp, Rupert Liebl, Anke Witten, Heidi Menacher)
- 3. BSC Rehberge 1945
(Gunther Rathgeber, Jürgen de Haas, Jürgen Sadewater, Armin Munzlinger, Ursula Puruckherr, Helma Friese)
- 3. 1. DBC Bonn
(Wolfgang Bochow, Lothar Gäde, Walter Huyskens, Horst Schmitz, Irmgard Latz, Gerda Schumacher)
- 5. 1. Wiesbadener BC
- 5. PSV Grün-Weiß Wiesbaden
- 7. PSV Rosenheim
- 8. VfB Lübeck